# Конституційний референдум у Таджикистані (2016)
Конституційний референдум пройшов у Таджикистані 22 травня 2016 року. Було запропоновано в цілому 41 конституційна поправка, деякі з яких порушують умови мирної угоди, яка поклала край Громадянської війни в Таджикистані. Серед запропонованих змін:
- Дозволити чинному президенту Емомалі Рахмону балотуватися на переобрання нескінченну кількість разів, відповідно до поправки до статті Конституції № 65.
- Знизити мінімальний вік для кандидатів на пост президента країни з 35 до 30 років.
- Заборонити політичні партії, ідеологія яких базується на релігійних поглядах.

За офіційними даними, конституційні зміни були схвалені 96,6 % виборців. Явка, згідно з офіційними даними, становила 92 %.